# Doron Leidner
Doron Leidner (in ebraico דורון ליידנר‎?; Rishon LeZion, 26 aprile 2002) è un calciatore israeliano, difensore dell'Hapoel Tel Aviv, in prestito dall'Olympiacos, e della nazionale israeliana.

## Carriera

### Club
Cresciuto nel settore giovanile dell'Hapoel Tel Aviv, debutta in prima squadra il 30 maggio 2020 in occasione dell'incontro di Ligat ha'Al vinto 2-1 contro il Maccabi Haifa.

### Nazionale
Ha giocato nelle nazionali giovanili israeliane Under-17, Under-18 ed Under-21.
Nel 2022 ha esordito nella nazionale maggiore.

## Statistiche
Statistiche aggiornate al 10 novembre 2021.

### Presenze e reti nei club
| Stagione        | Squadra         | Campionato      | Campionato | Campionato | Coppe nazionali | Coppe nazionali | Coppe nazionali | Coppe continentali | Coppe continentali | Coppe continentali | Altre coppe | Altre coppe | Altre coppe | Totale | Totale | Totale |
| Stagione        | Squadra         | Comp            | Pres       | Reti       | Comp            | Pres            | Reti            | Comp               | Pres               | Reti               | Comp        | Pres        | Reti        | Pres   | Reti   |        |
| --------------- | --------------- | --------------- | ---------- | ---------- | --------------- | --------------- | --------------- | ------------------ | ------------------ | ------------------ | ----------- | ----------- | ----------- | ------ | ------ | ------ |
| 2019-2020       | Hapoel Tel Aviv | LHA             | 10         | 0          | CI              | 1               | 0               |                    | -                  | -                  |             | -           | -           | 11     | 0      |        |
| 2020-2021       | Hapoel Tel Aviv | LHA             | 17         | 0          | CI+TC           | 3+4             | 0               |                    | -                  | -                  |             | -           | -           | 24     | 0      |        |
| 2021-2022       | Hapoel Tel Aviv | LHA             | 26         | 1          | TC              | 5               | 0               |                    | -                  | -                  |             | -           | -           | 31     | 1      |        |
| Totale carriera | Totale carriera | Totale carriera | 53         | 1          |                 | 13              | 0               |                    | -                  | -                  |             | -           | -           | 66     | 1      |        |

### Cronologia presenze e reti in nazionale
| Cronologia completa delle presenze e delle reti in nazionale ― Israele | Cronologia completa delle presenze e delle reti in nazionale ― Israele | Cronologia completa delle presenze e delle reti in nazionale ― Israele | Cronologia completa delle presenze e delle reti in nazionale ― Israele | Cronologia completa delle presenze e delle reti in nazionale ― Israele | Cronologia completa delle presenze e delle reti in nazionale ― Israele | Cronologia completa delle presenze e delle reti in nazionale ― Israele | Cronologia completa delle presenze e delle reti in nazionale ― Israele |
| Data                                                                   | Città                                                                  | In casa                                                                | Risultato                                                              | Ospiti                                                                 | Competizione                                                           | Reti                                                                   | Note                                                                   |
| ---------------------------------------------------------------------- | ---------------------------------------------------------------------- | ---------------------------------------------------------------------- | ---------------------------------------------------------------------- | ---------------------------------------------------------------------- | ---------------------------------------------------------------------- | ---------------------------------------------------------------------- | ---------------------------------------------------------------------- |
| 2-6-2022                                                               | Haifa                                                                  | Israele                                                                | 2 – 2                                                                  | Islanda                                                                | UEFA Nations League 2022-2023 - 1º Turno                               | -                                                                      |                                                                        |
| 10-6-2022                                                              | Tirana                                                                 | Albania                                                                | 1 – 2                                                                  | Israele                                                                | UEFA Nations League 2022-2023 - 1º Turno                               | -                                                                      | 64’                                                                    |
| 13-6-2022                                                              | Reykjavik                                                              | Islanda                                                                | 2 – 2                                                                  | Israele                                                                | UEFA Nations League 2022-2023 - 1º Turno                               | -                                                                      | 45’                                                                    |
| 24-9-2022                                                              | Tel Aviv                                                               | Israele                                                                | 2 – 1                                                                  | Albania                                                                | UEFA Nations League 2022-2023 - 1º Turno                               | -                                                                      | 73’                                                                    |
| 17-11-2022                                                             | Petah Tikva                                                            | Israele                                                                | 4 – 2                                                                  | Zambia                                                                 | Amichevole                                                             | -                                                                      | 82’                                                                    |
| 20-11-2022                                                             | Petah Tikva                                                            | Israele                                                                | 2 – 3                                                                  | Cipro                                                                  | Amichevole                                                             | -                                                                      | 56’                                                                    |
| 25-3-2023                                                              | Haifa                                                                  | Israele                                                                | 1 – 1                                                                  | Kosovo                                                                 | Qual. Euro 2024                                                        | -                                                                      | 88’                                                                    |
| 28-3-2023                                                              | Carouge                                                                | Svizzera                                                               | 3 – 0                                                                  | Israele                                                                | Qual. Euro 2024                                                        | -                                                                      |                                                                        |
| Totale                                                                 |                                                                        | Presenze                                                               | 8                                                                      |                                                                        | Reti                                                                   | 0                                                                      |                                                                        |

## Palmarès

### Competizioni internazionali
- UEFA Conference League: 1

Olympiakos: 2023-2024